# ステファン・ヨハンソン
ステファン・ニルス・エドウィン・ヨハンソン（Stefan Nils Edwin Johansson, 1956年9月8日 - ）は、スウェーデン人の元F1ドライバーでレーシングドライバー。1997年のル・マン24時間レースの総合優勝者。

## プロフィール

### スウェーデンからロンドンへ
父もサルーンカーレースなどに出場するモータースポーツ愛好家で、「リーフ（葉っぱ）」という愛称を持っていた父とカート場でよく一緒にいたことから「リトル・リーフ」とのニックネームを名付けられた。11歳から本格的にレーシングカート開始、ケケ・ロズベルグとはこの時期からの知り合いである。なお4歳年下の妹がいるが、その妹もカートレーサーで地元の女性部門チャンピオンを取っている。地元の工業高校に学び、卒業後に空調機器の設計部門を持つ会社に就職し、レース資金を貯めていた。
1975年からフォーミュラ・フォードで四輪レース開始、1976年からF3に乗り始め、1977年に初の国際格式レースへの参加となったモナコグランプリ前座のF3で4位の結果を残す。
1978年と1979年イギリス・フォーミュラ3選手権へ参戦するが、資金面では夕食をチョコレートで我慢してレース用のガソリンを買い、サーキットからサーキットへと移動する車中で寝袋に入って寝泊まりというような非常に苦しい時期を過ごす。
しかし1979年途中から、イギリスF3で表彰台に立てるようになり初優勝も記録、マールボロからのパーソナルスポンサードを受け始めるなど状況が好転し始める。マールボロとは、所属チーム内のスポンサー事情による中断はあれど1990年代以降も続く良好な関係となった。三つの葉が重なって描かれたヘルメットのデザインは愛称の「リトル・リーフ」に由来するものである。

### F3チャンピオン獲得とF1デビュー
1980年春、突如F1のシャドウチームから声が掛かり、開幕から2戦（アルゼンチン・ブラジル）にエントリーしたが、シャドウF1活動末期の全くポテンシャルの無い状態で、この時は何れも予選不通過に終わる。後年のインタビューで「この時シャドウからのオファーを受けたのは失敗だった。F1マシンも全く未経験で、さらに悪いことにチームメイトのデビット・ケネディに予選タイムで負けてしまったことでこれ以後僕へのオファーを躊躇したというチームマネージャーも1人や2人では無かったと聞いている。事前の準備が皆無だったのにF1と言うだけで飛びついてしまった。」と述べている。
この年本来の参戦カテゴリーはイギリスF3であり、そこでは6勝を挙げてチャンピオンを獲得。所属チームは後にF1マクラーレンチームを運営することになる、ロン・デニス率いる「プロジェクト4・レーシング」であった。同年のイギリスF3はランキング9位にナイジェル・マンセル、同10位にエディ・ジョーダンも参戦していた。
なお、マカオグランプリのF3レースには1984年に初参戦し2位を獲得している。さらにF1参戦後の1988年にも出場し8位になった。なおマカオではF3だけでなくツーリングカーによるギアレース、2013年にはマカオグランプリ60周年記念のマスターズレースにも出場した。

### ホンダとの交錯
1981年からヨーロッパF2選手権へステップアップ、トールマンチームから参戦し2勝を挙げ、ランキング4位に入る。
1982年は、ホンダの出資により立ち上げられた新チームであるマールボロ・スピリット・レーシングに移籍。シーズンを通し決勝での安定感はチームメイトのティエリー・ブーツェンに分があったが、予選ではヨハンソンがシーズン最多となる13戦中5回のポールポジションを獲得し、リタイヤも多いがハマれば優勝するドライバーとの評価を得る。全日本F2選手権最終戦のJAFグランプリ鈴鹿にはブーツェンとともに参戦し、ホンダのお膝元である鈴鹿でコースレコード（1分48秒100）でポールポジションを奪取。それまでのレコードを2秒以上縮めたタイムに日本の関係者は衝撃を受けた。チームメイトのブーツェンとは常に比較対象とされ、翌年ホンダエンジンと共にスピリットがF1へとデビューする際、事前テストはこの2人のドライバーで行われていたが、1カー体制でのエントリー申請だったため、正ドライバーにどちらが選ばれるのかが注目された。結局ヨハンソンが選ばれブーツェンは違う形でF1へたどり着くことになる。後々までこの2人はライバルと呼ばれることが多かった。

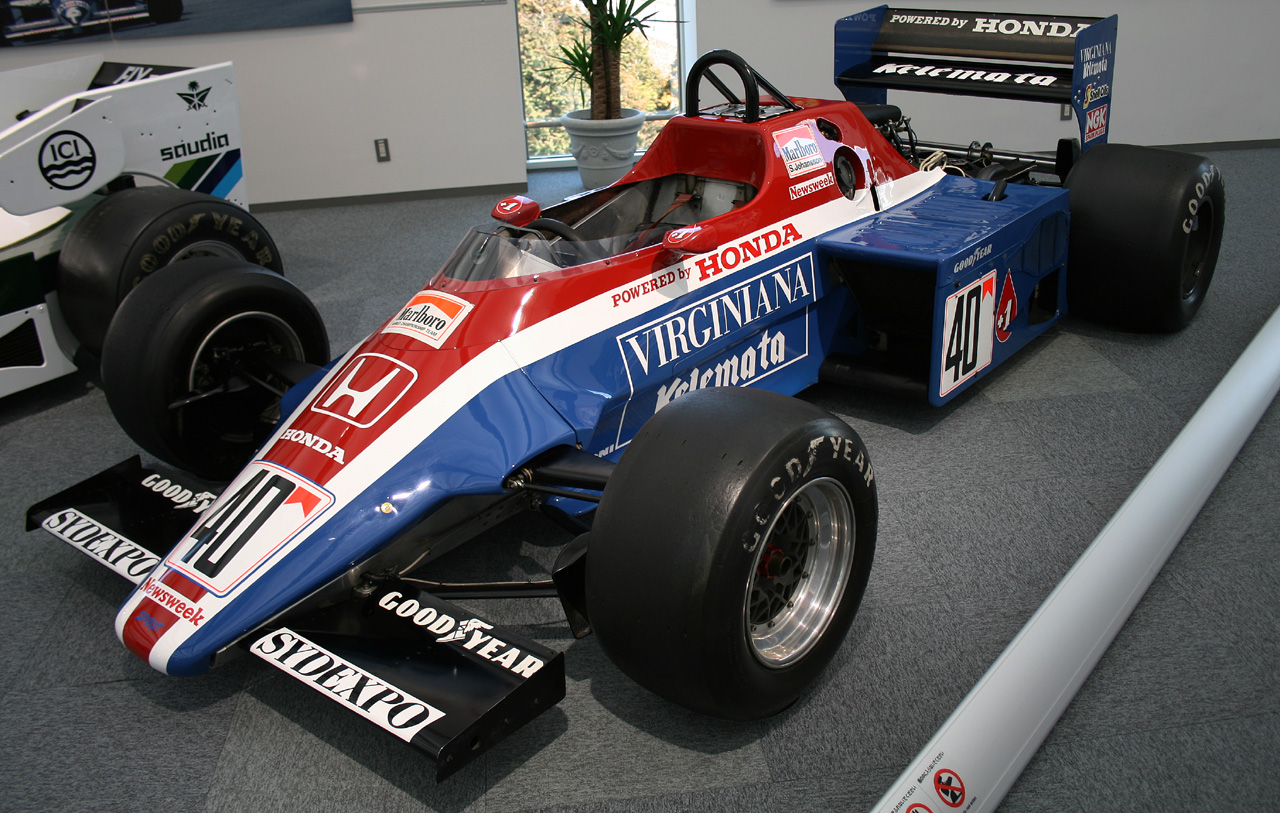
ヨハンソンがドライブしたスピリット・201C

1983年、ホンダがスピリットと共に第2期F1活動を開始。チームと共にヨハンソンもF1の決勝レースへ正式記録上のデビューを果たすが、ホンダにとってスピリットは実戦テスト担当の役割であり、勝つ為のチームとしてホンダが同年最終戦からウィリアムズと組むようになると、スピリットはエンジンを失い、ヨハンソンもシートを失った。この時点でヨハンソンは初期から開発に携わったホンダV6ターボのハイパワーを一番知っている人物であり、翌1984年のウィリアムズ・ホンダのNo.2シート獲得を望んでいたがそれはジャック・ラフィットの物となった。
F1シートは確保できなかったが1984年は多忙で、3月にIMSA GT選手権のセブリング12時間レースでポルシェ・935をドライブし優勝を収める。そして全日本F2選手権参戦のオファーがあり、ヨコハマタイヤADVANチーム（運営はノバエンジニアリング／森脇基恭チーフメカとコンビを組む）と契約、主戦場を日本へと移し当時日本のトップカテゴリーであった全日本F2選手権にフルエントリー、またもホンダエンジン搭載マシンをドライブする事になり、中嶋悟や星野一義、高橋国光と戦った。後に1987年からF1で戦うことになる中嶋とは最終戦までチャンピオン争いを展開し、ランキング2位(3勝)となった。

### 再びF1へ
その一方、F1の中盤戦に差し掛かる頃に、ティレルの正ドライバーだったマーティン・ブランドルが骨折し代役を探していたケン・ティレルからオファーが届き、日本でF2に参戦しつつティレルからF1にも参戦、更には世界耐久選手権（WEC）にもグループCのポルシェ・956で参戦しており、ヨーロッパと日本を度々往復する多忙な身となる。
しかしティレルが「水タンク事件」（ティレル#水タンク事件の頁を参照）の余波でこの年のシーズン全体からの失格・出場停止処分となり、またもやF1シートを失うも、イタリアGPからはジョニー・チェコットの骨折で代役が必要になった(イタリアGPのみ契約トラブルで出場停止になったアイルトン・セナの代役)トールマンのシートを獲得、いきなり4位入賞を果たし、トールマンチームとは翌1985年から2年間のNo.1ドライバー契約も交わすこととなった。

### 低迷期のフェラーリへ

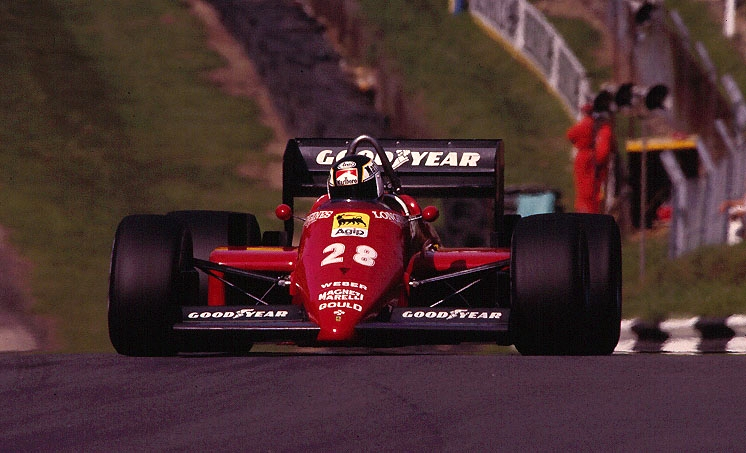
フェラーリ時代のヨハンソン（1985年イギリスGP）

こうして1985年シーズンを迎え、新車トールマン・TG185の発表会にも出席していたが、開幕直前になってもトールマンチームがどのタイヤメーカーとも契約出来ない問題が発生し、チーム自体が参戦を一時断念。またもシートを失いかけたところ、ティレルが契約していたステファン・ベロフとの間で契約上の問題が発生したため、前年同様、ケン・ティレルがトールマンから出走する予定が流れていたヨハンソンに急遽オファーを出した。開幕戦ブラジルGPはマーティン・ブランドルと共にティレル・フォードで参戦し7位となった。
開幕戦終了後、フェラーリが突如ルネ・アルヌーを解雇した。すると、ヨハンソンはイタリアのフェラーリ本拠地のマラネッロに呼ばれエンツォ・フェラーリと直々に話をする事になった。「君はファイターか？」とエンツォから質問をされ、それに「イエス」と答えると、第2戦ポルトガルGPから名門フェラーリへと加入することが決定したという。エンツォ・フェラーリは昨1984年最終戦ポルトガルGPの序盤に、トールマンに乗るヨハンソンがチャンピオン争い中のニキ・ラウダを数周にわたって押さえる走りを見せたことと、1983年ヨーロッパグランプリでスピリット・ホンダのヨハンソンがフェラーリのアルヌーと、既にエンツォのお気に入りだったティレルのミケーレ・アルボレートの2人を数周押さえたことがあって以来、動向を注視していたのだという。また、交渉マネージメントを依頼していたケケ・ロズベルグからのプッシュもあった。この移籍に際して複数年契約を結んでいたトールマンのチーフだったアレックス・ホークリッジは、違約金などフェラーリに請求することも無く栄転を喜んで契約解除に応じた。
同年のフェラーリは完全新設計のマシンである156/85が夏までは好調で、ヨハンソンは2位表彰台を2回獲得し、特にフェラーリでの2レース目だったサンマリノGPでは終盤トップに浮上。イモラの観客席を埋めていたティフォージ達を熱狂させ「"イル スヴェデーゼ ボランテ"（カッ飛びスウェーデン野郎）」とのチャントが場内に響いたが、残り2周で燃料不足となり勝利を逃した。このトップ走行時は「移籍後いきなり(フェラーリの地元で)勝てるかも」と自身でも思ったという。カナダGPではチームメイトでイタリア人であるミケーレ・アルボレートがランキングリーダーであり、完全No.1扱いであった。レース終盤1位走行のアルボレートの真後ろに迫り、ペースも残りの燃料状況もヨハンソンの方が良好だったが、ピットボードにて「STEF SLOW」というチームオーダーサインが出され、1-2フィニッシュを優先しチームプレーを守ったヨハンソンは再び目前の勝利を逃した。シーズン後半はエンツォの指示によるターボチャージャー・サプライヤーの変更により156/85の戦闘力が低下しフェラーリは大失速した。このためアルボレートと共に優勝はおろか表彰台に立つことも叶わなくなったが、フェラーリ初年度をランキング7位で終えた。
1986年もF186の空力バランスの悪さとエンジンパワーの非力さに悩まされ、ウィリアムズ・ホンダやマクラーレン・TAGポルシェが展開する優勝争いにはチームの2人ともに加わることができず、ベルギーGPでは一時トップを走行したが、決勝最高位は3位であった。初優勝が叶わなかったばかりか、チーム自体も1980年以来の年間0勝に終わった。ヨハンソンは終盤戦コンスタントにポイントを稼ぎドライバーズ・ランキング5位とキャリアベストを更新したが、チームはシーズン終盤にベネトンでF1初優勝を挙げ台頭したゲルハルト・ベルガーへ正式オファーを出すことを決定しており、ヨハンソンはチームを去ることになった。
2年間名門に在籍したが、戦闘力不足に苦しむチームの低迷期にあたり勝ちに恵まれず、2年間で2回の2位を含む6回の表彰台と言う結果に終わった。またエンツォ・フェラーリが女性をピットに入れるのを好まなかったため、それまではレースに同行していたフィアンセをサーキットに連れて来なくなった。

### プロストのNo.2
1987年にはマクラーレンチームへ移籍、アラン・プロストのNo.2として1年間在籍。開幕戦ブラジルGPで3位、第3戦ベルギーでは優勝したプロストに次ぐ2位でフィニッシュし1-2フィニッシュと幸先の良いシーズンスタートを切る。しかしこの年はホンダエンジンを搭載するウィリアムズとロータス、フェラーリが高い戦闘力を持っていた上に、チームメイトのプロストに予選・決勝とも遅れを取ったが、2位表彰台を2回獲得するなどトータル30ポイントでランキング6位(プロストは3勝、46ポイント、ランキング4位)を獲得した。また、第10戦オーストリアGPの予選日、山間部にあるエステルライヒリンクのコース上に、森の中から突如野生のシカが入って来たため、240km/hで走行していたヨハンソンは避けきれず左フロント部から衝突、反動でコース脇にはじき出されマシンが大破するクラッシュが発生しトピックとして各国に報道された。幸いMP4/3コクピット脇のカーボンモノコックが割れた際に衝撃を吸収したため、負傷は首・肩の打撲と肋骨の骨折で収まったが、そのレースキャリアでもっと大きいクラッシュとなった。

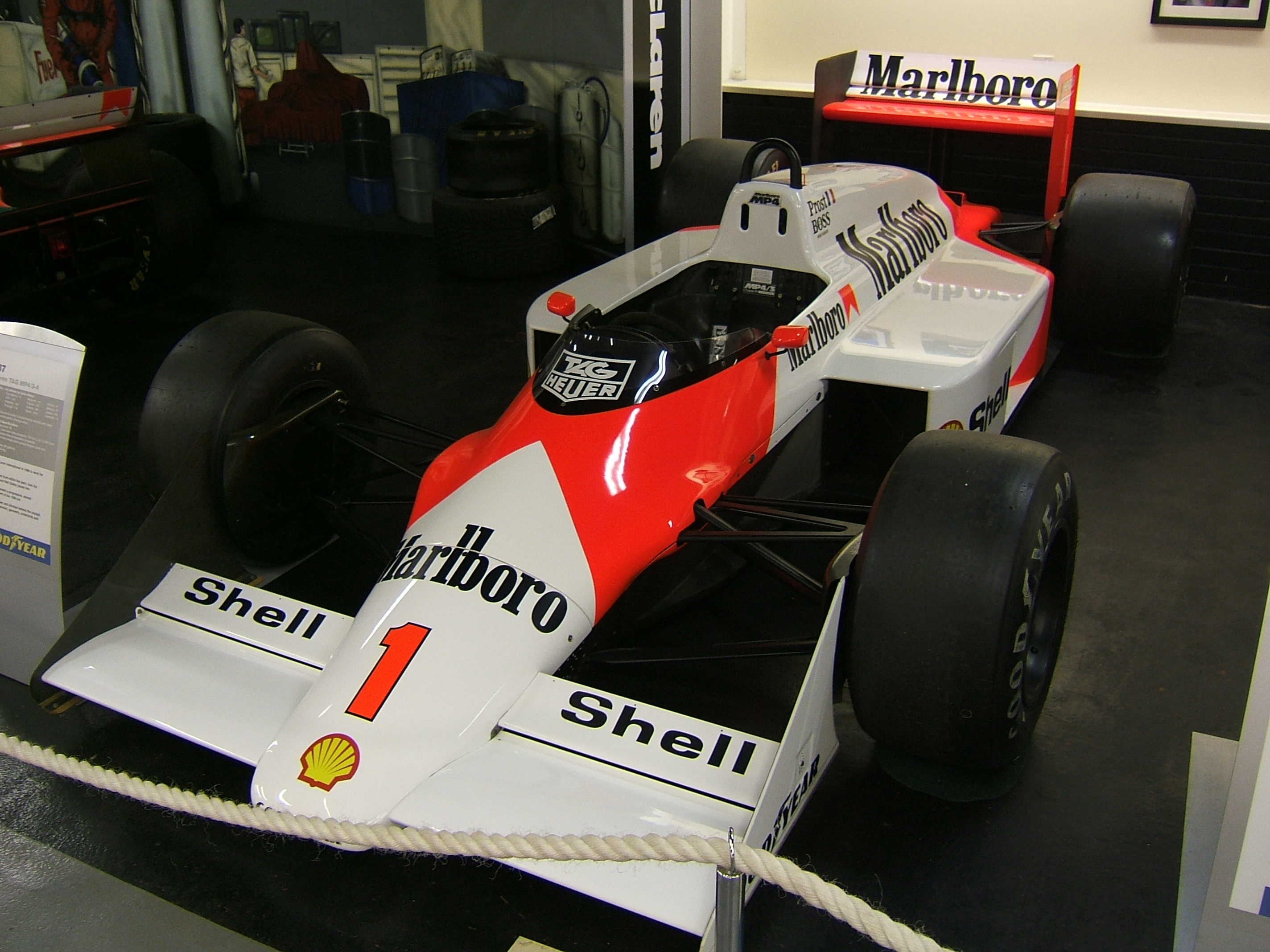
マクラーレンMP4/3

プロストとは非常に仲良くなり、35年以上経た2020年代でも互いのSNS上で交流するほどであるが、チームとして苦戦の年で、翌年へ向けチームは強力なホンダエンジンを獲得、そのホンダからのプッシュもあり翌年のシートはアイルトン・セナに奪われてしまった。セナがマクラーレンに来る話が表面化してからは、ヨハンソンがウィリアムズへ移籍するとの報道もあったが、実際にウィリアムズのシートを射止めたのはリカルド・パトレーゼであった。なお、ロン・デニスはヨハンソンの能力自体はF3時代からの付き合いでもあり認めていた。
ヨハンソンは、チームメイトとなった事でプロストのドライバーとしての能力に非常に感銘を受け、雑誌『Racing On』のインタビューにて「プロストは凄いよ、どの部分がどう凄いのか聞かれても困る。全部凄いんだから。」と答えており、1993年のプロスト引退時にも「マシンをセッティングする時、エンジニアはアランの言っていることを聞いてその通りにセットするだけでいいんだ。そしてすべて彼の言ったとおりのラップタイムになる。その光景はそばで見ていてショックを受けたし、とても学ぶことが多かった。僕のあとで加入したセナも同じようにアランから学んだだろうと確信している」と証言している。それまでは「レーサーという職業である以上、僕の最終的な仕事はワールド・チャンピオンを取ることだろうね（1984年）」「今年はグランプリをいくつか獲りたいと思っている（1986年）」など強気の発言も多かったが、F2時代から得意としていたリスクを冒してまでの猛烈な予選タイムアタックは以後影を潜めた。

### リジェでの苦闘
1988年はフランスのリジェに移籍。チームメイトは皮肉にもかつてフェラーリのシートを「奪う」形になったアルヌーであったが、リジェでの二人の関係は悪いものではなく情報の共有もされた。チームはジタンたばこと国営くじのスポンサーからの潤沢な予算を持つ上に、自然吸気（NA）エンジンとしてはそれなりの性能を持つジャッドエンジンを搭載するものの、ミッシェル・テツがデザインしたJS31は、V8エンジンの前後をはさむように燃料タンクを2分割配置するという特殊な燃料タンクの位置からバランスを決定的に欠いており、チームボスであるギ・リジェがテツに対し「こんなクソ車つくりやがって」と公に非難する出来であった。シーズン途中で数度の大幅改修が施されたものの、最終戦までJS31に戦闘力は全く無く、「元フェラーリコンビ」2人共にノーポイントに終わったばかりか、しばしば予選落ちを喫するなど精彩を欠いた。
この年を境にヨハンソンはF1では十分な体制のチーム・マシンを得る事は無くなり、F1関係者からも「F1優勝経験が無い割にギャラが高い」と言う意見もあるなど「下り坂」を転げていくこととなる。

### 下位チームからのエントリー
1989年は、F3000からF1へステップアップしてきた新規参入チーム、オニクスへ移籍。アラン・ジェンキンスがデザインしたマシン・ORE1はフォード・コスワース・DFRエンジンながら素性は良く、第7戦フランスGPで決勝5位に食い込みチームのF1初ポイントを獲得。第13戦ポルトガルGPでは予備予選組としては驚異的な3位表彰台を獲得し、これがF1最後の表彰台となった。この年は予備予選さえ通過できれば予選・決勝とも中堅としてまずまずの速さを持ったチームだったが、その予備予選を通過するのが狭き門であり、たびたび予選不通過があった。
1990年2月に第一子が誕生し、オニクスのNo.1ドライバーとして期するものがあったが、前年のメインスポンサーはポルシェエンジン獲得に失敗したことでスポンサーから撤退してしまい、予算を失う。チームオーナーがモンテヴェルディを代表とするスイス人グループに変わり、開発予算がないためにマシンの相対的性能が落ちたこともあり開幕2戦で予選落ちを喫するなど、1年型落ちのORE1Bは前年に時折り見せた速さを失っていた。チームは代替ドライバーとしてスイス人で前年ユーロブルンで走っており、さらにスポンサーを持ちこむことのできるグレガー・フォイテクをF1に乗せるため、第2戦ブラジルGP終了後にヨハンソンとの契約を解除され、シートを失う。
1991年には全日本F3000選手権に参戦する方向で内定していたが、開幕直前になってフランスの小規模チームであるAGSのシートを得るが、JH25の戦闘力も低く開幕2レース予選落ちでシートを失い、第5戦カナダGPからアレックス・カフィ負傷の代役としてアロウズ（フットワーク）のシートを獲得。5年ぶりにアルボレートとコンビを組んだが、FA12はシーズン中にエンジンがポルシェV12からフォード・コスワースV8に変更されるなど重量バランスが欠如していたこともあり4戦中3戦で予選不通過となり、第8戦イギリスGPでの予選不通過を最後にカフィが戦列復帰するとヨハンソンの代役参戦は終了した。その後、ベルトラン・ガショー解雇で空いたジョーダンの候補に名前が挙がるも、シートはテストを受けた新人ミハエル・シューマッハのものとなり、これ以後F1でのシートを得ることは無く、1992年からはアメリカのインディカー・ワールド・シリーズへと活動の舞台を移した。

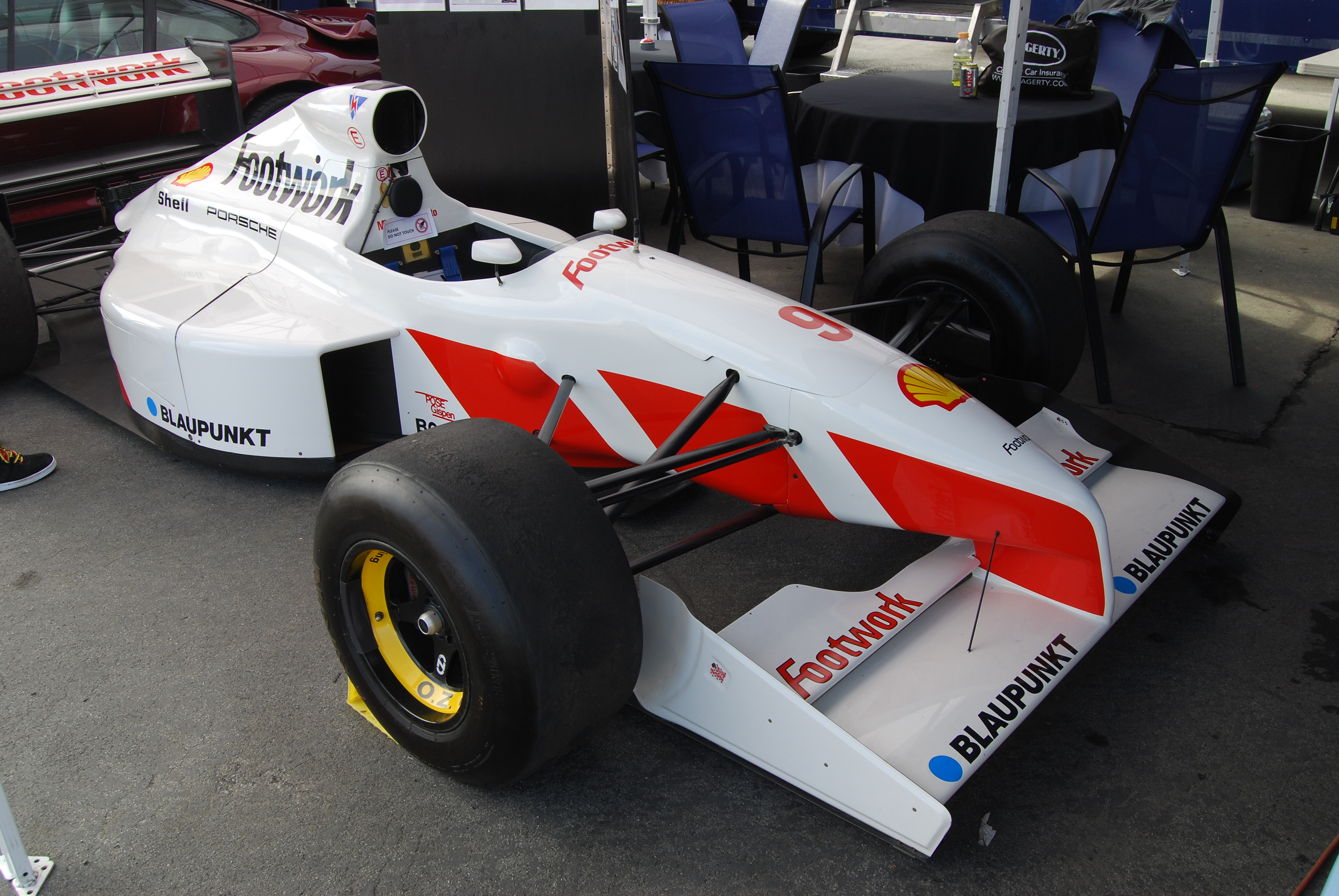
フットワークFA12

F3からF2時代は一発の速さが魅力だがレース振りの荒いドライバーと評され、モナコF3では主催者から厳重注意を受けたこともあったが、F1にステップアップ後は逆にレースでの安定感はあるものの、予選で一発の速さに欠ける場面が見受けられるようになった。エンツォ・フェラーリもこの予選順位が悪い点が不満だったと述べ、ヨハンソンに替えてゲルハルト・ベルガーを獲得する一因になった。また人柄が気さくな好漢である事からパドックの人気者ではあったが、その反面、勝利を追求するエゴイスティックな部分が無かったこと、そしていずれのチームも低迷期に当たったことが災いし、惜しいところで優勝を逃す事数回、結局優勝を経験できずF1では大成できなかった。

### F1以後

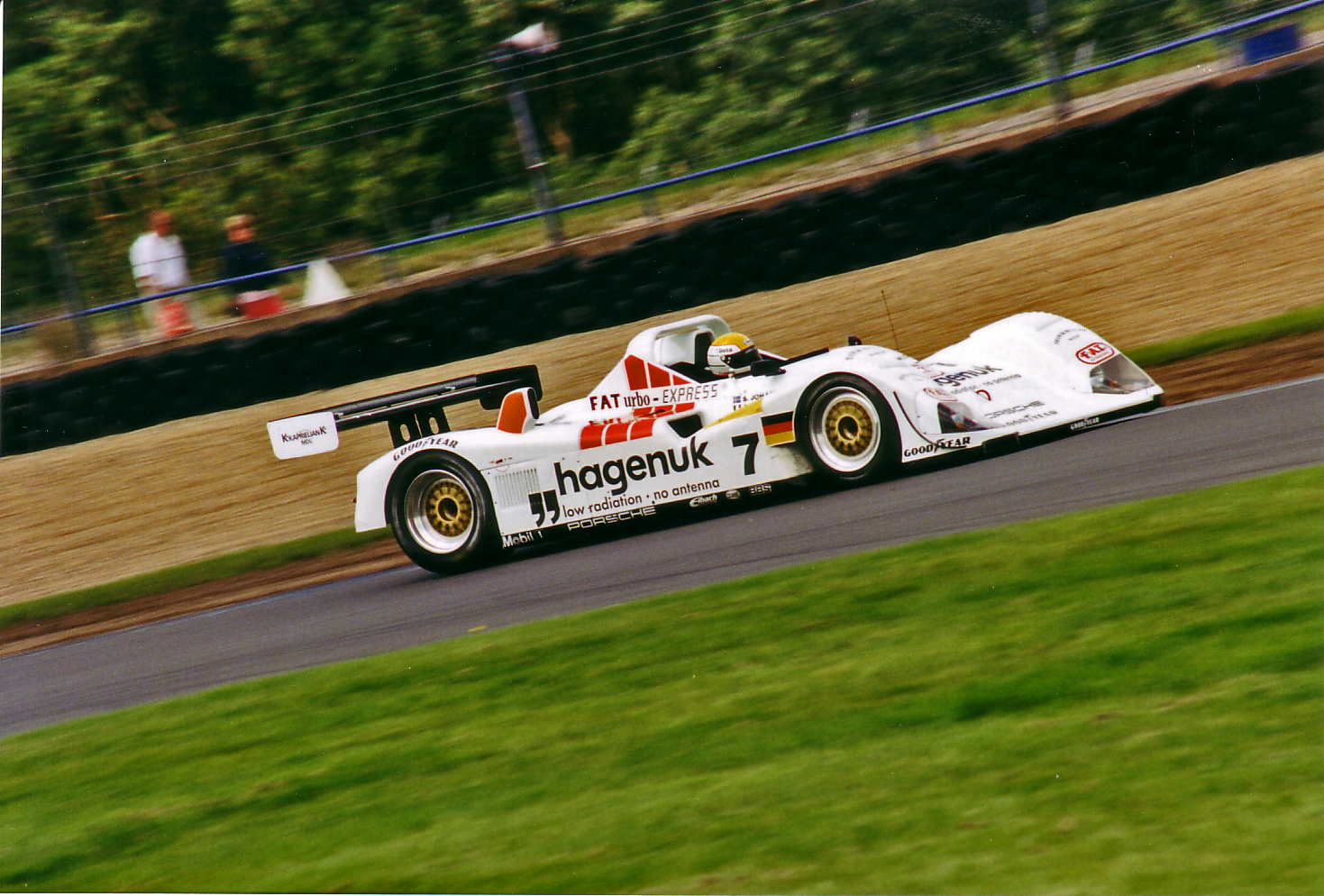
ヨースト・ポルシェWSC95

F1以後は、1992年途中からアメリカのインディカー・ワールド・シリーズにベッテンハウゼン・モータースポーツより参戦。デビュレースで3位表彰台に立つなどしてルーキー・オブ・ザ・イヤーを獲得。1993年にインディ500に出走したことにより、ヨハンソンはモナコグランプリ・ル・マン24時間レース・インディ500のいわゆる『世界3大レース』への出走を果たした。インディカーには約5年参戦し、1996年を最後にフォーミュラカーから引退した。
1997年にはミケーレ・アルボレート、トム・クリステンセンと共にヨースト・ポルシェをドライブしル・マン24時間レースで総合優勝するなど、耐久レースの世界で活躍した。なお、このル・マン24時間には1983年以後の大半の年に参戦（フェラーリ、マクラーレンと契約時はF1以外のレースは契約上不可）、ポルシェやアウディ、1990年と1991年にはマツダスピードからも参戦、1992年にはトヨタ・92C-Vを駆り上位完走している。
絵画やデザインへの関心が高く、1992年に自らデザインも担当する時計ブランド「H III」を立ち上げた。当時本人が「最初に僕の時計を買ってくれたお客さんはマリオ・アンドレッティなんだよ!」と喜んで語っていたエピソードがある。
1990年代後半からアメリカ・インディアナポリスを拠点に自らレーシングチーム「ヨハンソン・モータースポート」を組織し、インディ・ライツ選手権で若手にシートを与えて育成を始め、後に6度チャンピオンを獲得するスコット・ディクソンを見出し、フェリックス・ローゼンクビストのマネージメントも務めている。また、自らのドライブでアメリカン・ルマン・シリーズ（ALMS）やルマン24時間レースに、かつてF1に同時期参戦し親交のあったジョニー・ハーバートやJ.J.レートをパートナーに参戦するなど50代になって以後もレースへの参戦を続けた。

### 現在
2005年より開催されていた元F1ドライバーが参戦するグランプリマスターズに参戦した他、様々なカテゴリーのレースにも参戦している。現在は高級時計ブランド「ステファン・ヨハンソン・ベクショー」を経営する。
2013年8月4日、スーパーフォーミュラ第4戦もてぎに来場し、エンジン始動コールと優勝者への「ステファン・ヨハンソン賞」のプレゼンターを務めた。2014年は久々に世界耐久選手権（WEC）に参戦することが発表された。

## 日本との関係
日本でのレースにも多数参戦経験があり、全日本F2には1981年より毎年スポット参戦し、1984年はフルエントリー（前述）、その他にも富士インターTEC、WEC-JAPANなど日本で行われた国際レースの常連であり、日本人F1ドライバーの中嶋悟が誕生するまでの数年、ヨハンソンは日本のレースとF1との距離をはかる物差し的な存在として日本のレースファンから注目されていた。1985年のオートテクニック誌にはコラム(日記)が連載されていた。また、F1のシートを失っていた1988年と1990年のオフには全日本F3000からの誘いが来たこともあった。
F1時代の1988年から1993年まで、ヨコハマタイヤのイメージキャラクターとして雑誌広告やテレビCMに出演した。ADVANの特集誌が発売された際にもインタビューに応じ「ADVANカラーのマシンに乗るのはとても名誉なことだった」と述べており、ADVANタイヤの開発をしていた高橋健二（2005年死去）への信頼も語っている。
その他1988年にはトヨタと日本国内のグループCカー（JSPC）でのレース契約を結び、アパレルブランド「taka-Q」カラーのマシンをドライブした。「taka-Q」は1984年5月からヨハンソンをパーソナルスポンサーとしても支援した。
トヨタとの契約は日本国内で開催されるレースに関してのみで、ヨーロッパ開催のグループCカーレース（WSPC）では同年、1988年の終盤戦にザウバー・メルセデスC9を駆り参戦、第9戦のスパ・フランコルシャンではマウロ・バルディとのコンビで優勝している。さらにF1引退後も上記の様に度々日本を訪れている。

## エピソード
- 今宮純著の「F1大百科」によると、オニクス移籍時、ヨハンソン自ら日本のダンパーメーカーに仕事を依頼したと言うエピソードがあるという。結局、実現はしなかった。
- F1ドライバーとしては珍しくタバコ好き。当時は他にアレッサンドロ・ナニーニとネルソン・ピケ、ケケ・ロズベルグが喫煙者として知られていた。日本で参戦していた1984年にはオートスポーツ誌の企画で星野一義との対談があり、互いにスモーカー同士であり吸いながら談笑している様子が掲載されたこともあったが、その銘柄は星野が「ラーク」、ヨハンソンが「マールボロ」であった。
- 1986年スペイングランプリではヘルメットが行方不明となり、ナイジェル・マンセルのスペアのヘルメットを貸りてレースに出た。また急遽復帰が決まった1991年カナダグランプリでは初日に自身のヘルメット到着が間に合わず、同じSHOEIユーザーだったジョニー・ハーバートの物を貸り、トレードマークの葉っぱを手書きステッカーでサイド部に貼付けて予選を走った[26]。
- 風貌がアーノルド・シュワルツェネッガーに似ているとされ、日本人女性のファンも多かった。1988年にはファッション誌「POPEYE」にモデルとして起用され表紙モデルも担当した。
- 1987年には、「スウェーデンの交通遺児に3億円寄付した」と報じられる。その当時はモナコのプール付きの豪邸に住み、愛車はベンツとフェラーリであった。この家では1991年に自身が出演するヨコハマタイヤのCM撮影も行われた。引退後はロサンゼルス郊外にアトリエ兼住居を構えて拠点としている。
- フェラーリとマクラーレンに乗った3年で勝てなかったことで、Sports Graphic NumberのF1特集号においては「ミスター・ハードラック」「不運の男」と表現されたり、レース専門誌Racing Onでの取材時も「よく、運が無いと言われますね」との質問も受けていたが、ヨハンソン自身は「確かに言われるけど、フェラーリとマクラーレンに乗れるなんてそんなに無いでしょ？（その当時ではまだプロスト、マンセル、ベルガーとも両方への在籍歴は無かった）、だから充分に運はあるんじゃないかな」と述べている[8]。
  - 同インタビューにて、F1で勝てると思ったレースとして1985年のサンマリノGPとカナダGP(前述)、加えて1987年サンマリノグランプリを挙げている。このレースでは序盤にフロントウイング交換のためピットインを強いられたが、MP4/3のセッティングが決まっており「すごく気分良く走れたいいレースだった。」と述懐している[8]。
- 名前を短縮すると、女優のスカーレット・ヨハンソンと同じく「S・ヨハンソン」と表記されることが多い。その為に「Yahoo!ニュース」のコメント欄などで度々ネタにされている。
- アーティストのキース・ヘリング（1990年死去）からヨハンソン自身をモチーフとした絵画をプレゼントされたことがあり、この画を非常に大切にしている[27]。
- 年齢は3つ違うが、80年代のレース活動期が重なっていたアイルトン・セナとは1984年の世界耐久選手権（NEWMAN ポルシェ・956）でチームメイトであったり、F1トールマンでもチームメイトとなった。ヨハンソンはセナの死去後、ロサンゼルスのアトリエに自身の現役時のヘルメットと並べてセナのヘルメットを並べて飾っており、例年5月1日の命日近くには若き日に一緒に撮ったスナップ写真と共に哀悼の意を表している[28]。

## カーナンバー(F1)
- 17 (1980年第1.2戦)
- 40 (1983年第9〜14戦)
- 3 (1984年第10〜13戦)
- 19 (1984年第14戦)
- 20 (1984年第15.16戦)
- 4 (1985年第1戦)
- 28 (1985年第2戦〜1986年)
- 2 (1987年)
- 26 (1988年)
- 36 (1989年)
- 35 (1990年第1.2戦)
- 18 (1991年第1.2戦)
- 10 (1991年第5〜8戦)

## レース戦績

### ヨーロッパ・フォーミュラ3選手権
| 年     | チーム                           | シャシー    | エンジン     | 1     | 2      | 3      | 4   | 5       | 6   | 7   | 8      | 9   | 10    | 11      | 12     | 13     | 14  | 15  | 16  | Pos. | Pts |
| ------ | -------------------------------- | ----------- | ------------ | ----- | ------ | ------ | --- | ------- | --- | --- | ------ | --- | ----- | ------- | ------ | ------ | --- | --- | --- | ---- | --- |
| 1976年 | Hans Wangstre Racing             | GRD・375    | トヨタ・2T-G | NÜR   | ZAN    | MAN 11 | AVU | PER     | MNZ | CET |        |     |       |         |        |        |     |     |     | NC   | 0   |
| 1976年 | Kenitex                          | GRD・375    | トヨタ・2T-G |       |        |        |     |         |     |     | KAS 12 | KNU | VLL   |         |        |        |     |     |     | NC   | 0   |
| 1977年 | Stefan Johansson                 | Modus M1    | トヨタ・2T-G | LEC 8 | NÜR 24 | ZAN    | ZOL |         |     |     |        |     |       |         |        |        |     |     |     | NC   | 0   |
| 1977年 | Anglia Cars                      | アルゴ・JM1 | トヨタ・2T-G |       |        |        |     | ÖST 9   | IMO | PER | MNZ    | CET | KNU 8 | KAS     | DON 11 | JAR    | VLL |     |     | NC   | 0   |
| 1978年 | Anglia Cars                      | アルゴ・JM1 | トヨタ・2T-G | ZAN   | NÜR    | ÖST    | ZOL | IMO     | NÜR | DIJ | MNZ    | PER | MAG   | KNU Ret | KAR 23 | DON 16 | KAS | JAR | VLL | NC   | 0   |
| 1979年 | デレック・マクマホン・レーシング | マーチ・793 | トヨタ・2T-G |       |        |        |     | DON Ret |     |     |        |     |       |         |        |        |     |     |     | NC   | 0   |

### イギリス・フォーミュラ3選手権
| 年     | チーム                                | マシン                      | エンジン                 | 1      | 2     | 3       | 4       | 5     | 6     | 7       | 8       | 9     | 10    | 11      | 12      | 13      | 14    | 15      | 16      | 17    | 18    | 19    | 20    | 順位 | ポイント |
| ------ | ------------------------------------- | --------------------------- | ------------------------ | ------ | ----- | ------- | ------- | ----- | ----- | ------- | ------- | ----- | ----- | ------- | ------- | ------- | ----- | ------- | ------- | ----- | ----- | ----- | ----- | ---- | -------- |
| 1979年 | デレック・マクマホン・レーシング      | シェブロン・B47 マーチ・793 | トヨタ・2T-G             | SIL 13 | THR 6 | SIL Ret | SNE 3   | DON 3 | THR 6 | BRH 7   | DON Ret | SIL 4 | BRH 3 | CAD Ret | SIL 2   | SIL DNQ | SNE 5 | MAL 2   | SIL 2   | OUL 5 | THR 4 | SIL 1 | THR 6 | 4位  | 54       |
| 1980年 | マールボロ・プロジェクト4・レーシング | マーチ・803 ラルト・RT3     | トヨタ・2TG ノバモーター | SIL 1  | THR 3 | BRH 3   | THR Ret | SIL 5 | THR 3 | SNE Ret | SIL 1   | CAD 2 | SIL 3 | BRH 5   | SIL Ret | BRH 2   | OUL 2 | SIL Ret | SIL Ret | MAL 1 | SIL 1 | OUL 1 | THR 1 | 1位  | 97       |

- 太字はポールポジション、斜字はファステストラップ。(key)

### ヨーロッパ・フォーミュラ2選手権
| 年     | チーム                                        | シャーシ        | エンジン   | 1       | 2       | 3      | 4     | 5     | 6       | 7     | 8       | 9      | 10     | 11      | 12      | 13    | 順位 | ポイント |
| ------ | --------------------------------------------- | --------------- | ---------- | ------- | ------- | ------ | ----- | ----- | ------- | ----- | ------- | ------ | ------ | ------- | ------- | ----- | ---- | -------- |
| 1979年 | Polifac BMW Junior Team                       | マーチ・792     | BMW・M12/7 | SIL     | HOC     | THR    | NÜR   | VLL   | MUG     | PAU   | HOC     | ZAN    | PER    | MIS     | DON Ret |       | NC   | 0        |
| 1980年 | ICI ロリー・レーシング・チーム                | マーチ・802     | BMW・M12/7 | THR DNS | HOC     | NÜR    | VLL   | PAU   | SIL     | ZOL   | MUG     | ZAN    | PER    | MIS     | HOC     |       | NC   | 0        |
| 1981年 | ドッキング・スピリチャリー チーム・トールマン | ローラ・T850    | ハート     | SIL 9   | HOC 1   | THR 7  | NÜR 4 | VLL 2 | MUG Ret | PAU 8 | PER Ret | SPA 14 | DON 4  | MIS 9   | MAN 1   |       | 4位  | 30       |
| 1982年 | マルボーロ・チーム・スピリット                | スピリット・201 | ホンダ     | SIL Ret | HOC Ret | THR 14 | NÜR 6 | MUG 3 | VLL 4   | PAU 7 | SPA Ret | HOC 4  | DON 11 | MAN Ret | PER 11  | MIS 7 | 8位  | 11       |

- 太字はポールポジション、斜字はファステストラップ。(key)

### 全日本F2選手権
| 年     | チーム                       | マシン          | エンジン       | タイヤ | 1      | 2     | 3     | 4     | 5     | 6     | 7     | 8     | 順位 | ポイント |
| ------ | ---------------------------- | --------------- | -------------- | ------ | ------ | ----- | ----- | ----- | ----- | ----- | ----- | ----- | ---- | -------- |
| 1981年 | ルマン商会                   | マーチ・802     | BMW・M12/7     |        | SUZ    | SUZ 5 | SUZ 4 | SUZ   | SUZ 3 |       |       |       | 5位  | 30       |
| 1982年 | Marlboro Spirit Honda        | スピリット・201 | ホンダ・RA262E | B      | SUZ    | FSW   | SUZ   | SUZ   | SUZ 2 | SUZ 3 |       |       | 7位  | 27       |
| 1983年 | RACING MATE ウチダレーシング | マーチ・832     | BMW・M12/7     | D      | SUZ    | FSW   | NIS   | SUZ   | SUZ   | FSW   | SUZ   | SUZ 7 | 17位 | 4        |
| 1984年 | ADVAN SPORTS NOVA            | マーチ・842     | ホンダ・RA264E | Y      | SUZ 14 | FSW 1 | NIS 2 | SUZ 1 | SUZ 6 | FSW 1 | SUZ 3 | SUZ 2 | 2位  | 95 (108) |

### マカオグランプリ
| 年     | チーム                          | シャーシー/エンジン | 予選 | レース1 | レース2 | 総合順位 |
| ------ | ------------------------------- | ------------------- | ---- | ------- | ------- | -------- |
| 1984年 | Marlboro セオドール・レーシング | ラルト・トヨタ      | 1位  | 1       | 2       | 2位      |
| 1988年 | ANGLE E.J.R                     | レイナード・VW      | 25位 | 10      | 9       | 8位      |

### F1
| 年     | 所属チーム              | シャシー | 1        | 2        | 3        | 4       | 5       | 6       | 7       | 8        | 9       | 10      | 11      | 12       | 13      | 14       | 15       | 16       | WDC       | ポイント |
| ------ | ----------------------- | -------- | -------- | -------- | -------- | ------- | ------- | ------- | ------- | -------- | ------- | ------- | ------- | -------- | ------- | -------- | -------- | -------- | --------- | -------- |
| 1980年 | シャドウ                | DN11     | ARG DNQ  | BRA DNQ  | RSA      | USW     | BEL     | MON     | FRA     | GBR      | GER     | AUT     | NED     | ITA      | CAN     | USA      |          |          | NC (36位) | 0        |
| 1983年 | スピリット              | 201C     | BRA      | USW      | FRA      | SMR     | MON     | BEL     | DET     | CAN      | GBR Ret | GER Ret | AUT 12  | NED 7    | ITA Ret | EUR 14   | RSA      |          | NC (25位) | 0        |
| 1984年 | ティレル                | 012      | BRA      | RSA      | BEL      | SMR     | FRA     | MON     | CAN     | DET      | DAL     | GBR DSQ | GER DSQ | AUT DNQ  | NED DSQ |          |          |          | 17位      | 3        |
| 1984年 | トールマン              | TG184    |          |          |          |         |         |         |         |          |         |         |         |          |         | ITA 4    | EUR Ret  | POR 11   | 17位      | 3        |
| 1985年 | ティレル                | 012      | BRA 7    |          |          |         |         |         |         |          |         |         |         |          |         |          |          |          | 7位       | 26       |
| 1985年 | フェラーリ              | 156/85   |          | POR 8    | SMR 6    | MON Ret | CAN 2   | DET 2   | FRA 4   | GBR Ret  | GER 9   | AUT 4   | NED Ret | ITA 5    | BEL Ret | EUR Ret  | RSA 4    | AUS 5    | 7位       | 26       |
| 1986年 | フェラーリ              | F1/86    | BRA Ret  | ESP Ret  | SMR 4    | MON 10  | BEL 3   | CAN Ret | DET Ret | FRA Ret  | GBR Ret | GER 11  | HUN 4   | AUT 3    | ITA 3   | POR 6    | MEX 12   | AUS 3    | 5位       | 23       |
| 1987年 | マクラーレン            | MP4/3    | BRA 3    | SMR 4    | BEL 2    | MON Ret | DET 7   | FRA 8   | GBR Ret | GER 2    | HUN Ret | AUT 7   | ITA 6   | POR 5    | ESP 3   | MEX Ret  | JPN 3    | AUS Ret  | 6位       | 30       |
| 1988年 | リジェ                  | JS31     | BRA 9    | SMR DNQ  | MON Ret  | MEX 10  | CAN Ret | DET Ret | FRA DNQ | GBR DNQ  | GER DNQ | HUN Ret | BEL 11  | ITA DNQ  | POR Ret | ESP Ret  | JPN DNQ  | AUS 9    | NC (25位) | 0        |
| 1989年 | オニクス                | ORE-1    | BRA DNPQ | SMR DNPQ | MON DNPQ | MEX Ret | USA Ret | CAN DSQ | FRA 5   | GBR DNPQ | GER Ret | HUN Ret | BEL 8   | ITA DNPQ | POR 3   | ESP DNPQ | JPN DNPQ | AUS DNPQ | 12位      | 6        |
| 1990年 | オニクス                | ORE-1    | USA DNQ  | BRA DNQ  | SMR      | MON     | CAN     | MEX     | FRA     | GBR      | GER     | HUN     | BEL     | ITA      | POR     | ESP      | JPN      | AUS      | NC (36位) | 0        |
| 1991年 | AGS                     | JH25B    | USA DNQ  | BRA DNQ  |          |         |         |         |         |          |         |         |         |          |         |          |          |          | NC (37位) | 0        |
| 1991年 | フットワーク (アロウズ) | FA12     |          |          | SMR      | MON     | CAN Ret | MEX DNQ |         |          |         |         |         |          |         |          |          |          | NC (37位) | 0        |
| 1991年 | フットワーク (アロウズ) | FA12C    |          |          |          |         |         |         | FRA DNQ | GBR DNQ  | GER     | HUN     | BEL     | ITA      | POR     | ESP      | JPN      | AUS      | NC (37位) | 0        |

(key)

### CART
| 年     | チーム                       | シャシー          | エンジン   | 1      | 2      | 3      | 4       | 5      | 6       | 7      | 8      | 9      | 10     | 11     | 12     | 13     | 14     | 15     | 16     | 17     | 順位 | ポイント |
| ------ | ---------------------------- | ----------------- | ---------- | ------ | ------ | ------ | ------- | ------ | ------- | ------ | ------ | ------ | ------ | ------ | ------ | ------ | ------ | ------ | ------ | ------ | ---- | -------- |
| 1992年 | ベッテンハウゼン・レーシング | ペンスキー・PC-20 | シボレー   | SRF    | PHX    | LBH    | INDY    | DET 3  | POR     | MIL    | NHA 10 | TOR 11 | MCH    | CLE 9  | ROA 19 | VAN 3  | MDO 6  | NAZ 21 | LAG 11 |        | 14位 | 47       |
| 1993年 | ベッテンハウゼン・レーシング | ペンスキー・PC-22 | シボレー   | SRF 12 | PHX 21 | LBH 26 | INDY 11 | MIL 25 | DET 20  | POR 26 | CLE 4  | TOR 24 | MCH 23 | NHA 14 | ROA 21 | VAN 3  | MDO 26 | NAZ 7  | LAG 6  |        | 13位 | 43       |
| 1994年 | ベッテンハウゼン・レーシング | ペンスキー・PC-22 | イルモア   | SRF 5  | PHX 4  | LBH 10 | INDY 15 | MIL 26 | DET 22  | POR 8  | CLE 5  | TOR 14 | MCH 14 | MDO 12 | NHA 23 | VAN 26 | ROA 8  | NAZ 5  | LAG 12 |        | 11位 | 57       |
| 1995年 | ベッテンハウゼン・レーシング | ペンスキー・PC-23 | メルセデス | MIA 22 | SRF 17 | PHX 24 | LBH 6   | NAZ 3  |         | MIL 21 | DET 11 | POR 6  | ROA 10 | TOR 14 | CLE 8  | MCH 6  | MDO 23 | NHA 25 | VAN 4  | LAG 14 | 13位 | 60       |
| 1995年 | ベッテンハウゼン・レーシング | レイナード・94i   | コスワース |        |        |        |         |        | INDY 16 |        |        |        |        |        |        |        |        |        |        |        | 13位 | 60       |
| 1996年 | ベッテンハウゼン・レーシング | レイナード・96i   | メルセデス | MIA 19 | RIO 23 | SRF 6  | LBH 19  | NAZ 19 | 500 16  | MIL 27 | DET 7  | POR 9  | CLE 12 | TOR 17 | MCH 5  | MDO 11 | ROA 4  | VAN 17 | LAG 21 |        | 15位 | 43       |

### ル・マン24時間レース
| 年     | チーム                             | コ・ドライバー                                        | 使用車両                               | クラス | 周回 | 総合順位 | クラス順位 |
| ------ | ---------------------------------- | ----------------------------------------------------- | -------------------------------------- | ------ | ---- | -------- | ---------- |
| 1983年 | Sorga S.A. / ヨースト・レーシング  | クラウス・ルートヴィッヒ ボブ・ウォレク               | ポルシェ・956                          | C      | 354  | 6位      | 6位        |
| 1984年 | ニューマン・ヨースト・レーシング   | ジャン＝ルイ・シュレッサー マウリシオ・デ・ナルバエツ | ポルシェ・956                          | C1     | 170  | DNF      | DNF        |
| 1990年 | マツダスピード                     | デビット・ケネディ ピエール・デュドネ                 | マツダ・787                            | GTP    | 147  | DNF      | DNF        |
| 1991年 | マツダスピード オレカ              | デビット・ケネディ マウリツィオ・サンドロ・サーラ     | マツダ・787B                           | C1     | 355  | 6位      | 6位        |
| 1992年 | トラスト・レーシング               | ジョージ・フーシェ スティーブン・アンドスカー         | トヨタ・92C-V                          | C2     | 336  | 5位      | 1位        |
| 1997年 | ヨースト・レーシング               | ミケーレ・アルボレート トム・クリステンセン           | ポルシェ・WSC95                        | LMP    | 361  | 1位      | 1位        |
| 1998年 | ポルシェ AG                        | ミケーレ・アルボレート ヤニック・ダルマス             | ポルシェ・911 GT1-98                   | GT1    | 107  | DNF      | DNF        |
| 1999年 | アウディ・スポーツ UK              | ステファン・オルテリ クリスチャン・アプト             | アウディ・R8C                          | LMGTP  | 55   | DNF      | DNF        |
| 2000年 | ヨハンソン-マシューズ・レーシング  | ガイ・スミス ジム・マシューズ                         | レイナード・2KQ-LM-ジャッド            | LMP900 | 35   | DNF      | DNF        |
| 2001年 | ヨハンソン・モータースポーツ       | トム・コロネル パトリック・レマリエ                   | アウディ・R8                           | LMP900 | 35   | DNF      | DNF        |
| 2003年 | チャンピオン・レーシング           | エマニュエル・ピロ J.J.レート                         | アウディ・R8                           | LMP900 | 372  | 3位      | 1位        |
| 2006年 | レーシング・フォー・ホランド       | ヤン・ラマース アレックス・ユーン                     | 童夢・S101Hb-ジャッド                  | LMP1   | 182  | DNF      | DNF        |
| 2007年 | アリーナ・モータースポーツ         | 下田隼成 トム・チルトン                               | ザイテック・07S                        | LMP1   | -    | DNQ      | DNQ        |
| 2007年 | クラージュ・コンペティション       | ジャン＝マルク・グーノン ギョーム・モロー             | クラージュ・LC70-AER                   | LMP1   | 175  | DNF      | DNF        |
| 2008年 | エプシロン・ユースカディ           | ジャン＝マルク・グーノン 中野信治                     | エプシロン・ユースカディ・EE1-ジャッド | LMP1   | 158  | DNF      | DNF        |
| 2012年 | ガルフ・レーシング・ミドルイースト | ファビエン・ジロイ ルドヴィク・バディ                 | ローラ・B12/80-ニッサン                | LMP2   | 92   | DNF      | DNF        |

### 全日本ツーリングカー選手権
| 年     | 所属チーム          | コ.ドライバー                               | 使用車両               | クラス | 1   | 2   | 3   | 4   | 5   | 6       | 順位 | ポイント |
| ------ | ------------------- | ------------------------------------------- | ---------------------- | ------ | --- | --- | --- | --- | --- | ------- | ---- | -------- |
| 1989年 | LEVOC EVOLUTION     | スティグ・ブロンクビスト ロブ・グラヴェット | フォード・シエラ       | JTC-1  | NIS | SEN | TSU | SUG | SUZ | FSW 5   |      |          |
| 1990年 | Napolex Racing Team | パオロ・バリッラ ロブ・グラヴェット         | フォード・シエラ       | JTC-1  | NIS | SUG | SUZ | TSU | SEN | FSW Ret |      |          |
| 1991年 | Napolex Racing Team | パオロ・バリッラ                            | 日産・スカイラインGT-R | JTC-1  | SUG | SUZ | TSU | SEN | AUT | FSW 6   | 11位 | 12       |